# Meyerton
Meyerton este un oraș din provincia Gauteng, Africa de Sud.